# Hilophyllus argentinensis
Hilophyllus argentinensis is een keversoort uit de familie vliegende herten (Lucanidae). De wetenschappelijke naam van de soort is voor het eerst geldig gepubliceerd in 1981 door Martinez.